# Forêt de Chevré
La forêt de Chevré est une forêt française située à l’est de Rennes dans les communes de La Bouëxière, Acigné, Châteaubourg, Marpiré, Servon-sur-Vilaine et Saint-Jean-sur-Vilaine dans le département d'Ille-et-Vilaine en Bretagne.
Elle a une surface approximative de 2 000 hectares.

## Histoire

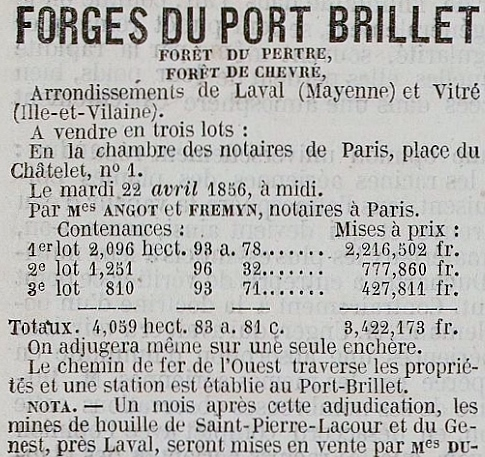
La mise en vente de la forêt du Pertre et de la forêt de Chevré en mars 1856 par les "Forges de Port-Brillet" (journal Le Pays du 12 mars 1856).

Le nom de la forêt est associé au village de Chevré, ancien et important bourg castral situé à La Bouëxière, au nord-est de la forêt. 
Selon un aveu de 1546, les habitants de Marpiré devaient fournir un garde forestier et un cheval aux seigneurs de Gazon en Pocé-les-Bois pour la garde des parties de la forêt de Chevré et de l'étang de Chevré qui leur appartenaient.

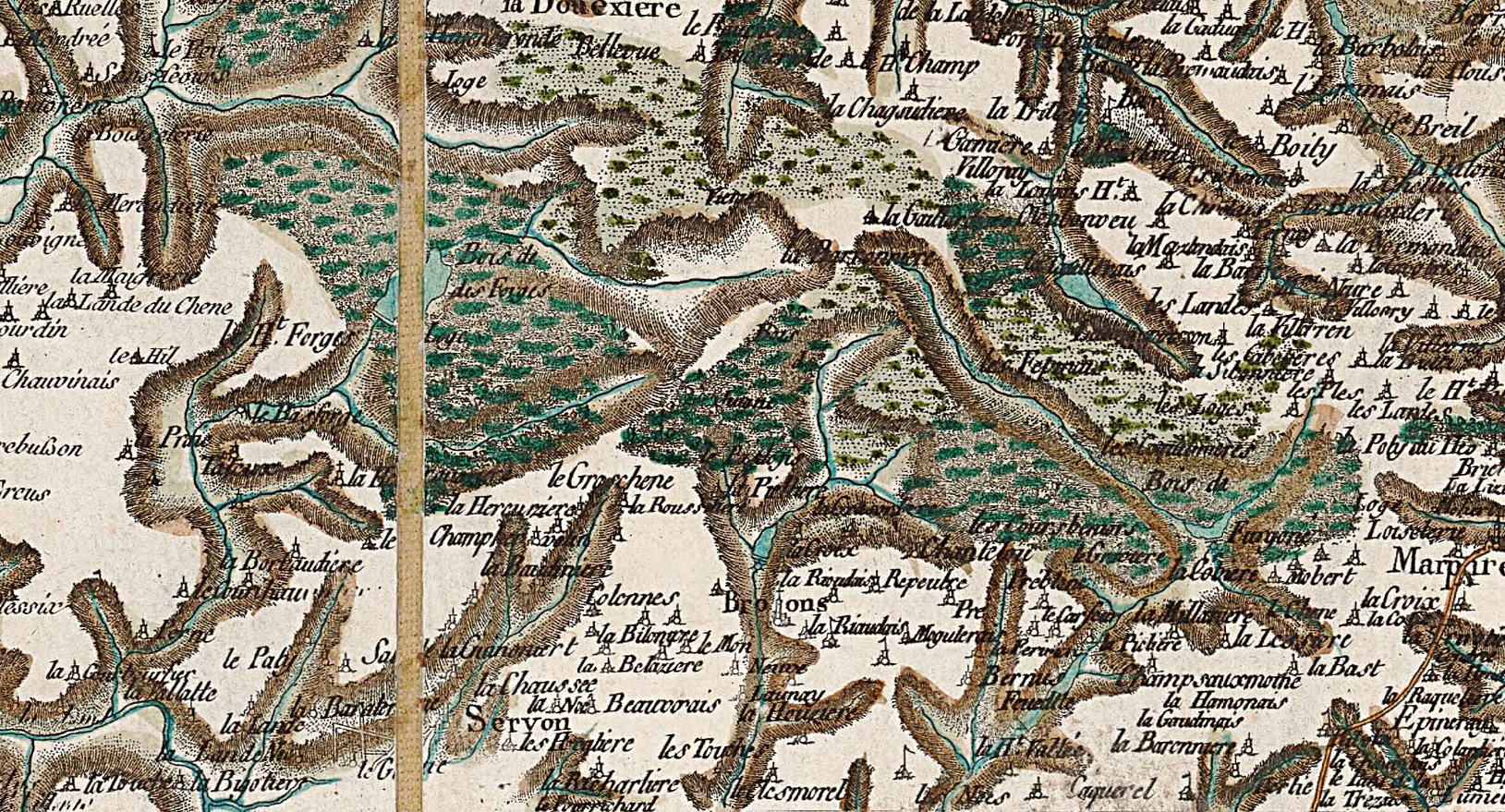
Carte de Cassini de la forêt de Chevré (1803).

2 096 hectares de la forêt du Pertre, ainsi qu'une superficie presque équivalente de la forêt de Chevré, furent mises en vente par les "Forges de Port-Brillet" en 1856.
En 2002, dans le cadre de sa politique de préservation des espaces naturels, le conseil général d'Ille-et-Vilaine achète l'est de la forêt de Chevré. Ce massif est dénommé la forêt de la Corbière et s'étend sur 627 hectares.

## Faune et flore
Une partie de la forêt constitue un ensemble naturel protégé depuis le 6 mai 2014 au titre de Natura 2000 avec les forêts de Rennes, Liffré et de Haute-Sève (Saint-Aubin-du-Cormier), du fait de la présence importante de hêtraies et chênaies, bien conservées et riches en épiphytes.
L'étang de la Pagerie est inventorié en ZNIEFF de niveau 1.